# Тодорова, Елица
Ели́ца Тодоро́ва Тодоро́ва (болг. Елица Тодорова Тодорова; род. 2 сентября 1977 Варна, Болгария) — болгарская фолк-певица и профессиональная перкуссионистка. Совместно с Стояном Янкуловым дважды представляла Болгарию на Евровидении в 2007 и 2013 годах.
25 февраля 2007 Елица вместе со Стояном Янкуловым выиграла национальный отбор на Евровидение 2007, организованный БНТ. В полуфинале конкурса дуэт занял 6-е место, а в финале — 5-е, лучший результат для Болгарии на конкурсе до 2016 года, когда Поли Генова с песней «If Love Was a Crime» заняла 4 место на конкурсе «Евровидение-2016» в Стокгольме.
Песня «Water», которую исполняли музыканты, является современной обработкой болгарской народной песни «Вода». В 2013 году Елица и Стоян выступали с песней «Само шампиони», но не вышли в финал.
Елица и Стоян выступали во множестве стран, в том числе в России, дав концерт в Большом театре Москвы.

## Биография
Элица начала петь в раннем детстве и играла на фортепиано в течение 7 лет. Она училась в музыкальной школе «Филип Кутев» в Котеле по специальности «народное пение» и в музыкальной школе «Добри Христов» в Варне по специальности «ударные инструменты». Затем она окончила Государственную музыкальную академию имени Панчо Владигерова в Софии по специальности «ударные инструменты».
Вместе с двумя тысячами болгар в народных костюмах она представила болгарскую культуру на Всемирном культурном музыкальном фестивале на Олимпийском стадионе в Берлине в 2011 году. В своем выступлении она также представила уникальный барабан, запатентованный под её именем, — «Космическое дерево из Болгарии».
Топ-13 концертов Элицы Тодоровой на мировой сцене:
- 1. Америка, Нью-Йорк, штаб-квартира ООН
- 2. Франция, Париж, штаб-квартира — зал ЮНЕСКО
- 3. Германия, Берлин, Олимпийский стадион
- 4. Россия, Москва, Большой театр
- 5. Болгария, София, Арена Армеец, стадион Васил Левски
- 6. Финляндия, Хельсинки, Хартвалл Арена
- 7. Швеция, Мальме, Мальме Арена
- 8. Япония, Токио
- 9. Канада, Торонто, Зал оперного театра
- 10. Италия, Рим, замок Сант-Анджело
- 11. Греция, Афины, Акрополь
- 12. Великобритания, Лондон, ExCeL London Royal Victoria Dock
- 13. Индия, Бангалор

Концерты и мировые турне в: Голландия Хага, катедраль «De Grote Kerk», Беларусь Витебск, Летний амфитеатр, Испания, Австрия, Словакия, Мальта, Португалия, Ирландия, Бельгия, Турция, Румыния, Беларусь, Польша, Люксембург, Ливия, Венгрия, Чехословакия, Хорватия, Югославия, Тунис, Украина, Черногория, Андорра, Сербия, Македония, Албания.

## Дискография
Со Стояном:
Альбомы
- 2004 — Drumboy

Синглы
- 2007 — Water
- 2007 — Earth
- 2013 — Само шампиони